# Матео Мусаккіо
Матео Пабло Мусаккіо (ісп. Mateo Pablo Musacchio; 26 серпня 1990, Росаріо, Аргентина) — аргентинський футболіст, центральний захисник збірної Аргентини.

## Кар'єра
Дебютував у футбольному клубі «Рівер Плейт» у віці 16 років. У 2008 виграв Клаусуру, але не зіграв ні одного матчу за команду.
У 2009 році перейшов у «Вільярреал», виступаючи спершу за резервну команду клубу «Вільярреал Б». За основну команду вперше зіграв 13 лютого 2010 року, вийшовши на заміну на останні 20 хвилин матчу проти Атлетіка.
30 травня 2017 року підписав чотирьохрічний крнтракт з «Міланом». Сума трансферу склала 18 млн євро.